# جام گیل
جام گیل یا لیگ برتر فوتبال گیلان بالاترین سطح فوتبال استان گیلان است. قهرمان این جام به مسابقات کشوری لیگ دسته سوم فوتبال ایران راه می‌یابد و نایب قهرمان ، جواز حضور در جام حذفی را کسب می‌کند.
جدیدترین قهرمان این لیک تیم فوتبال شهرداری ماسال است(۱۴۰۳.۱۴۰۴)

## نحوه برگزاری
مسابقات به صورت رفت و برگشت و بین ۱۴ تیم برگزار می‌شود. قهرمان جام گیل به لیگ دسته سوم فوتبال ایران صعود می‌کند؛ و نایب قهرمان راهی مسابقات جام حذفی می‌شود. تیم‌های سیزدهم و چهاردهم جدول به لیگ دسته اول گیلان سقوط می‌کنند و تیم‌های اول و دوم لیگ دسته اول گیلان به جام گیل صعود می‌کنند. این مسابقات هر سال توسط هیئت فوتبال استان گیلان برگزار می‌شود.

## قهرمانان
- ۸۹–۱۳۸۸: ملوان سپیدر انزلی
- ۹۰–۱۳۸۹: سبحان دارو رشت
- ۹۱–۱۳۹۰: شهرداری چابکسر
- ۹۲–۱۳۹۱: شهرداری کلاچای
- ۹۳–۱۳۹۲: شهرداری فومن
- ۹۴–۱۳۹۳: آینده سازان سیاهکل
- ۹۵–۱۳۹۴: سبحان دارو رشت
- ۹۶–۱۳۹۵: پاس رشت
- ۹۷–۱۳۹۶: شهرداری آستارا
- ۹۸–۱۳۹۷: مقاومت آستارا
- ۹۹–۱۳۹۸: سردار جنگل گوراب زرمیخ
- ۱۳۹۹-۰۰: ملوان ب بندرانزلی
- ۱۴۰۰-۱۴۰۱: آینده سازان سیاهکل
- ۱۴۰۱-۱۴۰۲: عقاب لنگرود

## تیم‌های حاضر در ۱۴۰۳-۱۴۰۲
- باشگاه فوتبال ساحل آستانه‌اشرفیه
- باشگاه فوتبال میرزاکوچک صومعه‌سرا
- باشگاه فوتبال سینا کلاچای
- باشگاه فوتبال شهرداری کلاچای
- باشگاه فوتبال پهلوان تقی‌خواه خمام
- باشگاه فوتبال شهرداری رضوانشهر
- باشگاه فوتبال پارس پایین رودپشت کیاشهر
- باشگاه فوتبال آینده سازان سیاهکل
- باشگاه فوتبال شهرداری بندر انزلی
- باشگاه فوتبال پارس کیاشهر
- باشگاه فوتبال خطبه‌سرا تالش
- باشگاه فوتبال شهرداری ماسال
- باشگاه فوتبال کاریز لاهیجان
- باشگاه فوتبال وحدت صبا رشت
- باشگاه فوتبال دخانیات گیلان